# جوزيف فيلدز
جوزيف فيلدز (بالإنجليزية: Joseph Fields)‏ هو كاتب وكاتب مسرحي ومنتج أفلام وكاتب سيناريو ومخرج أمريكي، ولد في 21 فبراير 1895 في نيويورك في الولايات المتحدة، وتوفي في 4 مارس 1966 في بيفرلي هيلز في الولايات المتحدة.

## وصلات خارجية
- جوزيف فيلدز على موقع IMDb (الإنجليزية)
- جوزيف فيلدز على موقع ميوزك برينز (الإنجليزية)
- جوزيف فيلدز على موقع أول موفي (الإنجليزية)
- جوزيف فيلدز على موقع قاعدة بيانات برودواي على الإنترنت (الإنجليزية)
- جوزيف فيلدز على موقع قاعدة بيانات برودواي على الإنترنت (الإنجليزية)
- جوزيف فيلدز على موقع قاعدة بيانات الأفلام السويدية (السويدية)
- جوزيف فيلدز على موقع قاعدة بيانات الفيلم (الإنجليزية)
- جوزيف فيلدز على موقع كينوبويسك (الروسية)